# Paradelphomyia nipponensis
Paradelphomyia nipponensis är en tvåvingeart som först beskrevs av Alexander 1924.  Paradelphomyia nipponensis ingår i släktet Paradelphomyia och familjen småharkrankar. Inga underarter finns listade i Catalogue of Life.